# Гимле (мифология)
Гимле (Gimlé) — в скандинавской мифологии небесный чертог (staðr) в южной части третьего неба, который устоит после обрушения неба и гибели мира, там соберутся души добрых и праведных людей. Согласно Младшей Эдде ныне в Гимле обитают лишь светлые альвы (Ljósálfar). Существует предположение, что образ Гимле возник под христианским влиянием и аналогичен Небесному Иерусалиму. В начале Видения Гюльви Гимле является альтернативой Хель.